# Banco de la República Oriental del Uruguay
El Banco de la República Oriental del Uruguay, más conocido comercialmente como Banco República o a través de la sigla BROU, es la institución bancaria estatal más importante del país, fundada en 1896. Como banco país, está presente en todos los departamentos del Uruguay, como en algunas ciudades del Mercosur.

## Creación
La creación del Banco fue ampliamente discutida en el Parlamento y en la prensa local. El 4 de agosto de 1896 se sancionó la ley que contenía las treinta y cuatro bases de la Carta Orgánica. El 24 de agosto de 1896, durante la presidencia de Juan Idiarte Borda, finalmente es fundado el Banco de la República Oriental del Uruguay. Su creación fue una de las consecuencias de la crisis de 1890, en un principio la entidad contaba con solamente 54 funcionarios y su primera sede estuvo ubicada sobre la esquina  de las calles Cerrito y Zabala de Montevideo, donde antiguamente funcionó el ex Banco Nacional.
Representó la concreción de aspiraciones de numerosos grupos sociales  los cuales anterior a su creación no tenían acceso al crédito en bancos privados o prestamistas.
La Carta Orgánica otorgó al Banco el privilegio de la emisión mayor y menor de billetes y a partir de 1907 se le otorgó el Monopolio de la misma. Con el transcurso del tiempo, el Banco fue desarrollando una amplia variedad de actividades: banco comercial y de crédito especializado, banco del Estado, de emisión y, paulatinamente, autoridad monetaria.
En 1913 el BROU sufrió una crisis, y debió enfrentar masivos retiros de depósitos y conversión de sus billetes a oro, la que pudo sortear y se consolidó como la pieza fundamental del sistema bancario nacional. Luego de la crisis de 1929 el Banco de la República se constituyó en la pieza clave de la política económica. La complejidad que adquirió la gestión del Banco llevó a una reestructura, y en 1935 se dividió a la Institución en dos, con la creación de un Departamento Bancario y un Departamento de Emisión. 
En 1941 el Directorio del Banco resolvió crear el Departamento de Investigaciones Económicas, perfeccionando así el rol asesor del Banco a los Poderes Públicos, que, en materia económica. El crédito del Banco de la República acompañó en forma creciente el desarrollo de la actividad de dicho sector, hasta que a mediados de la década de 1950 y la bonanza de este período pero el modelo se agotó y comenzó entonces un largo período de estancamiento de la economía nacional, que el Banco no pudo interrumpir.
En 1965 se produjo una profunda crisis bancaria que, entre sus consecuencias, trajo separación del Departamento de Emisión del Banco de la República y su transformación en una nueva entidad, el Banco Central del Uruguay, creado a partir de la Constitución de Uruguay de 1967.
En 1982 se produjo una profunda crisis económica en Uruguay y como consecuencia quebraron varios bancos privados nacionales que fueron vendidos a grupos bancarios internacionales. Se agotaron las reservas del Banco Central y se devaluó la moneda con el quiebre del sistema de tipo de cambio preanunciado conocido como "la tablita". En medio de grandes dificultades, el Banco debió sostener al maltrecho y endeudado aparato productivo nacional, a las necesidades del gobierno, a la vez intervenir en el mercado de cambios para estabilizar la cotización del dólar. A partir de 1985 y 1987 el BROU se hizo cargo de cuatro bancos privados – los "bancos gestionados" constituyéndose en una herramienta fundamental frente a los episodios de inestabilidad del sistema financiero.
Banco concretó un largo y profundo proceso de reestructura en vías a su modernización, las mejoras de gestión y los nuevos instrumentos derivados de esta reestructura resultaron vitales cuando el Banco debió enfrentar la profunda crisis económica y financiera del año 2002 que comprometió seriamente al Banco. Por vía legislativa se reprogramó el vencimiento de los depósitos a plazo fijo en dólares, estableciéndose un cronograma de devolución que el BROU pudo anticipar.

## Casa Matriz

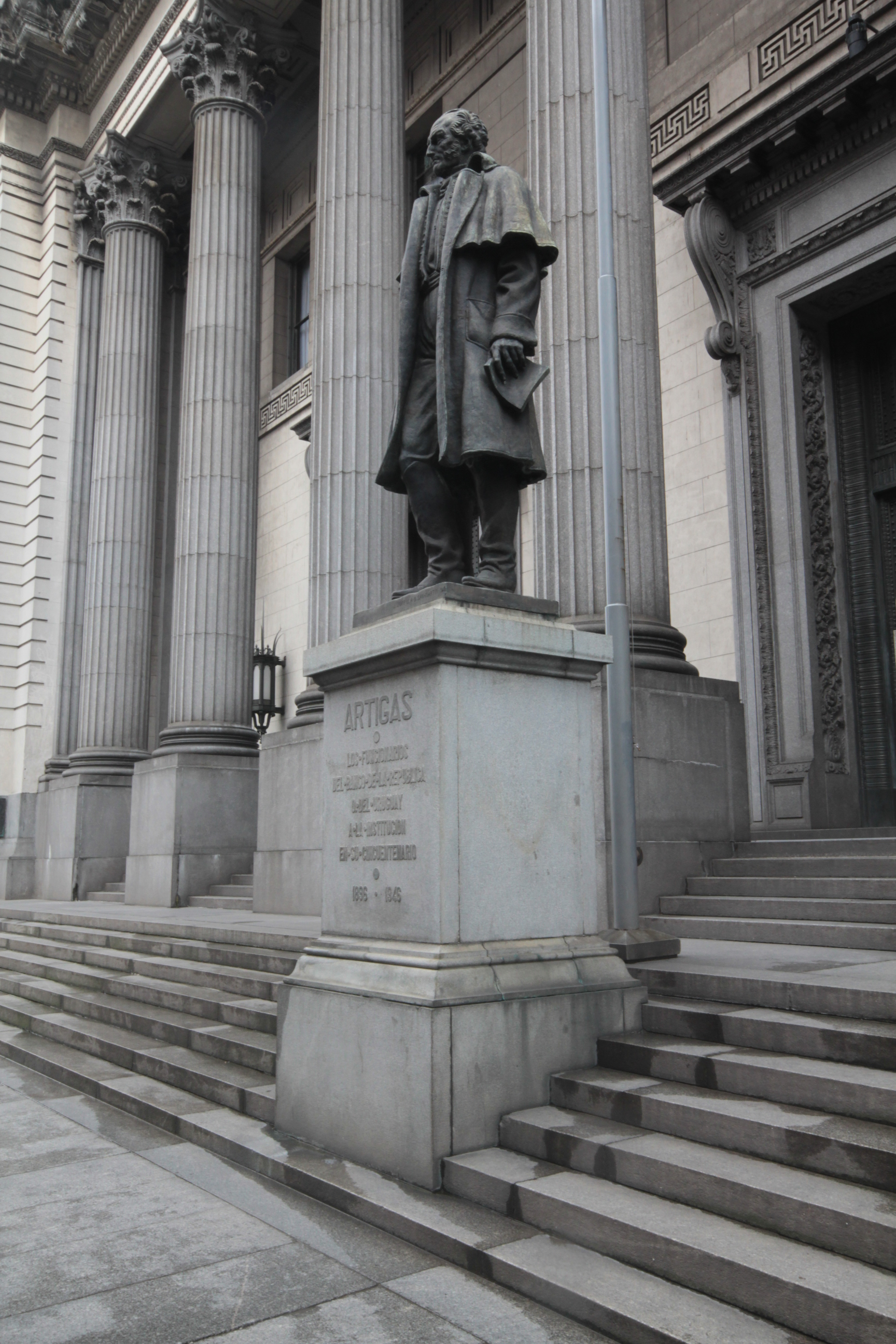
Estatua de José Artigas en la puerta de la Casa Matriz del Banco República.

En el año 1938 luego de un largo proceso se inauguró la casa central de dicha institución, construcción que estuvo a cargo de los arquitectos Giovanni Veltroni y Lerena Acevedo. 

## Sucursales
Cuenta con 128 sucursales en todo el país y dos en el exterior, una en Buenos Aires, Argentina y otra en Nueva York, Estados Unidos

## Participación en Sociedades Comerciales
El Banco República es propietaria de empresas públicas de derecho privado y empresas privadas.
| Entidad                                                             | Participación | Detalles          |
| ------------------------------------------------------------------- | ------------- | ----------------- |
| República AFAP                                                      | 51%           | Estados Contables |
| República AFISA                                                     | 100%          | Estados Contables |
| República MICROFINANZAS S.A.                                        | 100%          | Estados Contables |
| República NEGOCIOS FIDUCIARIOS S. A.                                | 100%          | Estados Contables |
| Corporación Nacional para el Desarrollo (CND)                       | 5,58%         | Estados Contables |
| Compañía Uruguaya de Medios de Procesamiento S.A.                   | 9,2125%       | Estados Contables |
| Sistarbanc S.R.L.                                                   | 63,56%        | Estados Contables |
| Bolsa Electrónica de Valores S.A. (BEVSA)                           | 7,69%         | Estados Contables |
| Society for Worldwide Interbank Financial Telecommunication (SWIFT) | 0,01%         | Estados Contables |
| Banco Latinoamericano de Exportaciones S.A. (BLADEX)                | 0,43%         | Estados Contables |

### Fundación Banco República
Fue creada en octubre de 2013, con el fin principal de fomentar, generar, apoyar, promocionar y patrocinar las acciones de interés general en el campo de la educación, cultura, salud, deporte, ciencia, tecnología y medio ambiente, con especial énfasis en los colectivos que configuren alguna situación de vulnerabilidad.

## Presidentes
| Nombre                      | Mandato      | Mandato |
| Nombre                      | Nombramiento | Cese    |
| --------------------------- | ------------ | ------- |
| Alfredo Baldomir            | 1943         | 1946    |
| Andrés Martínez Trueba      | 1948         | 1952    |
| Alberto Fermín Zubiría      | 1952         | 1955    |
| Francisco Forteza           | 1955         | 1959    |
| Solano Amilivia             | 1959         | 1963    |
| Francisco Podestá Milans    | 1963         | 1964    |
| José Pedro Aramendía        | 1964         | 1965    |
| Julio Solsona Flores        | 1965         | 1967    |
| Santiago De Brum            | 1967         | 1968    |
| Carlos Végh Garzón          | 1968         | 1969    |
| Armando R. Malet            | 1969         | 1970    |
| Dr. José Carlos Pena        | 1970         | 1972    |
| Jorge Seré del Campo        | 1972         | 1976    |
| Abdón Raimundez             | 1976         | 1978    |
| Moisés Cohen Berro          | 1978         | 1980    |
| José María Siquiera         | 1980         | 1982    |
| José Cardozo                | 1982         | 1983    |
| Emilio Berriel              | 1983         | 1985    |
| Federico Slinger            | 1985         | 1990    |
| Emilio Berriel              | 1990         | 1993    |
| Carlos Cat                  | 1993         | 1995    |
| César Rodríguez Batlle      | 1995         | 2000    |
| Juan Ignacio García Peluffo | 2000         | 2002    |
| Daniel Cairo                | 2002         | 2005    |
| Fernando Calloia            | 2005         | 2014    |
| Julio César Porteiro        | 2014         | 2016    |
| Jorge Polgar                | 2016         | 2020    |
| Salvador Ferrer Carámbula   | 2020         | 2025    |
| Álvaro García               | 2025         |         |